# Sierszew
Sierszew (prononciation : [ˈɕɛrʂɛf]) est un village polonais de la gmina de Żerków dans le powiat de Jarocin de la voïvodie de Grande-Pologne dans le centre-ouest de la Pologne.
Il se situe à environ 13 kilomètres au sud-est de Żerków (siège de la gmina), à 14 kilomètres à l'est de Jarocin (siège du powiat) et à 71 kilomètres au sud-est de Poznań (capitale régionale).
Le village possédait une population de 127 habitants en 2013.

## Histoire
De 1975 à 1998, le village faisait partie du territoire de la voïvodie de Kalisz.

Depuis 1999, Sierszew est situé dans la voïvodie de Grande-Pologne.